# Acmopolynema ussuricum
Acmopolynema ussuricum är en stekelart som beskrevs av Vladimir V. Berezovskiy och Triapitsyn 2001. Acmopolynema ussuricum ingår i släktet Acmopolynema och familjen dvärgsteklar. Inga underarter finns listade i Catalogue of Life.